# Tour du Cervin
Le Tour du Cervin est un parcours de randonnée autour du Cervin entre la Suisse et l'Italie. 
Ce tour a été inauguré officiellement en 2002, il commence et se termine au village de Randa, et il compte environ 10 étapes.
Il comprend les vallées suivantes, entre le canton du Valais et la Vallée d'Aoste :
- la Vallée de Zermatt (en allemand Mattertal) ;
- la Vallée de Tourtemagne (en allemand Turtmanntal) ;
- le Val d'Anniviers ;
- le Valpelline ;
- le Valtournenche.

## Étapes
1. Randa - Cabane Topali
2. Cabane Topali – Jungu
3. Jungu – Gruben
4. Gruben – Zinal
5. Zinal – Arolla
6. Arolla – Refuge Prarayer - par le col Collon (3 130 m)
7. Prarayer – Le Breuil - par le col de Valcornéraz (3 147 m)
8. Le Breuil – Plateau Rosa
9. Plateau Rosa – Zermatt
10. Zermatt - Randa